# Sabi (cantante)
Jenice Dena Portlock (Inglewood, Los Ángeles, California, 24 de noviembre de 1987), conocida como Sabi, es una cantante, compositora y actriz estadounidense.
Su primera aparición de alto perfil la realizó como artista invitada en la canción «(Drop Dead) Beautiful», por iniciativa de la cantante estadounidense Britney Spears, quien en el año 2011 incluyó esta canción en su séptimo álbum de estudio, Femme Fatale, y quien la perfiló como una candidata a ser el cuarto sencillo de este. En el mismo año participó en el Femme Fatale Tour y se presentó por primera vez de forma masiva en televisión en el pre-show de los MTV Video Music Awards 2011. En él interpretó «You Make Me Feel...» junto a Cobra Stars..», canción de la que también es colaboradora.  

## Biografía
En 2009, Sabi fue abordada por la Co-Stars, un equipo de producción que estaban buscando para poner en marcha un dúo femenino. The Bangz, con Sabi y otra artista llamada Ella Ann, habían firmado con VNR, Asylum Records y Registros Warner Bros. Ya habían lanzado dos singles, cuando Ella Ann resultó gravemente herida y no pudo continuar, dejando a Sabi sola. "Toda la experiencia fue una montaña rusa emocional", dice Sabi; "Estábamos tan emocionados porque todo esto estaba pasando. Nos habían disparado nuestro primer video y tenía cerca de un millón de visitas en YouTube. Pero nadie sintió que La Bangz podría continuar sin Ella. Lo intentamos. Filmé un video e hice algunas actuaciones por mi cuenta con respaldo de los bailarines ". Los ejecutivos de Warner Bros Records queridos Sabi talento y la energía y quería continuar la relación de la etiqueta con ella como artista en solitario. Actualmente trabaja en el estudio con Benny Blanco , Klas de Teddybears , Diplo , munición , Cirkut DJ, Cataracs El y El Co-Estrellas, que se está vertiendo todo lo que tiene a trabajar en su álbum debut, que según ella se incorporan a su amor por el pop , el rock alternativo y música urbana. "Soy una artista pop, pero yo quiero traer algo de arrogancia crudeza y urbanas de la mesa", dice Sabi. "Estoy realmente inspirado por artistas como Lauryn Hill , Bat For Lashes , Florence + The Machine , y Lykke Li.
Son mujeres fuertes, con un único punto de vista que tienen algo importante que decir.Quiero ser capaz de abordar los verdaderos problemas en mis canciones, pero aún mantienen que suene divertido.Está bien que las canciones del partido, pero no quiero hacer de molde música.Estoy deseando escuchar a todo el mundo lo que puedo hacer. " 
Sabi comenzó a atraer la atención de su rap en la canción de Britney Spears "," (Drop Dead) Beautiful ", de su álbum de 2011,"Femme Fatale"."Yo crecí viendo videos de Britney. Es una locura querer ser parte de la industria de la música toda mi vida y luego la oportunidad de aparecer en un disco por uno de mis ídolos ", dice Sabi. Ella también apareció en un sencillo de Cobra Starship, "You Make Me Feel...".

## Colaboraciones
2011
- Britney Spears — Femme Fatale — «(Drop Dead) Beautiful»
- Cobra Starship — Night Shades — «You Make Me Feel...»